# Acedanthidium flavoclypeatum
Acedanthidium flavoclypeatum là một loài ong trong họ Megachilidae. Loài này được Gupta miêu tả khoa học đầu tiên năm 1993.